# نبي كندي (مياندوآب)
نبي كندي هي قرية في مقاطعة مياندوآب، إيران. عدد سكان هذه القرية هو 41 في سنة 2006.